# Onchocalanus trigoniceps
Onchocalanus trigoniceps är en kräftdjursart som beskrevs av Georg Ossian Sars 1905. Onchocalanus trigoniceps ingår i släktet Onchocalanus och familjen Phaennidae. Inga underarter finns listade i Catalogue of Life.